# 明日少女隊
明日少女隊（あしたしょうじょたい、英: Tomorrow Girls Troop）は、第4世代若手フェミニスト社会派アートグループ、「男性、女性、いろいろな性。みんなが平等でHappyな社会を」を掲げ展覧会や提言活動などを行っている。

## 概要
三重県志摩市の海人PRキャラクター碧志摩メグの公認撤回などを求める署名活動。新語・流行語大賞#2016年「保育園落ちた日本死ね」などの社会問題に対する政策を求める第24回参議院議員通常選挙においての選挙運動。岩波書店の『広辞苑　第七版』に説明文を変更するように要請する広辞苑キャンペーンなど。